# Kållerstads distrikt
Kållerstads distrikt är ett distrikt i Gislaveds kommun och Jönköpings län. Distriktet ligger omkring Kållerstad i västra Småland.

## Tidigare administrativ tillhörighet
Distriktet inrättades 2016 och utgörs av socknen Kållerstad i Gislaveds kommun.
Området motsvarar den omfattning Kållerstads församling hade vid årsskiftet 1999/2000.

## Tätorter och småorter
I Kållerstads distrikt finns inga tätorter eller småorter.